# Ігри з м'ячем у Стародавньому Римі
Ігри з м'ячем у Стародавньому Римі — важлива частина спортивної та культурної спадщини античної цивілізації. Стародавній Рим, одна з найбільших і найвпливовіших імперій Давнього світу, розвивався від маленької землеробської громади до величезної держави, яка охоплювала території від Британії до Месопотамії. Римляни, як і інші цивілізації античності, приділяли велику увагу фізичній культурі, іграм та спортивним змаганням, оскільки вони не лише розважали, але й мали важливе соціальне та політичне значення. Спортивні заходи в Римі часто організовувалися в рамках релігійних свят та громадських урочистостей, демонструючи силу, витривалість і організованість римлян. Серед різноманітних видів спорту, що практикувалися в Стародавньому Римі, особливе місце займали ігри з м'ячем. Вони мали кілька варіантів і активно практикувалися як серед аристократії, так і серед простих людей.
Ігри з м'ячем відзначалися своєю фізичною інтенсивністю та були схожі на сучасні спортивні дисципліни, такі як регбі та футбол. Зокрема, відомою була гра harpastum, яка стала основою для розвитку кількох сучасних видів спорту. Хоча на перший погляд римські ігри з м'ячем можуть здатися малознаними, саме вони стали важливим аспектом римської культури та освіти, адже мали відношення до військової підготовки і служили як засіб фізичного розвитку. Участь у таких іграх розвивала у гравців швидкість, спритність і командну взаємодію. 
Ігри з м'ячем у Стародавньому Римі також мали соціальний аспект, оскільки вони допомагали згуртовувати громаду та служили частиною релігійних і громадських свят. Римляни впроваджували елементи ігор з м'ячем у свою військову підготовку, використовуючи фізичні вправи для тренування солдат.  Ігри з м'ячем також мали вплив на повсякденне життя, де часто проводилися не тільки на великих аренах, але й у приватних двориках і на вулицях. Їх популярність серед різних верств населення, від аристократії до рабів, демонструє універсальність цього виду спорту, який став невід'ємною частиною римської культурної спадщини. Таким чином, ігри з м'ячем у Стародавньому Римі, хоч і не настільки відомі, як гладіаторські бої або кінні перегони, стали важливою частиною фізичної культури і спортивного життя римлян. Вони відображали фізичні та соціальні цінності, що панували в римському суспільстві, і залишили значний вплив на розвиток спортивних дисциплін у подальші епохи. 

## Види ігор
У Стародавньому Римі існувало кілька видів ігор, які включали м'яч і були популярними серед різних верств населення. Найбільш відомими з них були harpastum, trigon та інші менш відомі варіанти. 
- Harpastum була командною грою, що мала велике значення в римському суспільстві. Це був вид спорту, схожий на сучасний регбі або футбол. Гра відзначалася своєю фізичністю, адже гравці мали за мету забрати м'яч у суперника, використовуючи всі доступні методи, у тому числі й силові прийоми.

Правила гри: 
Існує кілька описів правил harpastum, однак загалом вважалося, що дві команди змагалися між собою на майданчику, намагаючись отримати м'яч і утримати його протягом певного часу або до того моменту, поки не досягнуть певної зони. Ігри проводились на спеціально визначених для цього місцях або навіть на вулицях міста. 
Соціальний контекст: 
Harpastum була популярною як серед простих людей, так і серед аристократії. Ігри часто ставали частиною військових тренувань римських солдатів, оскільки вони сприяли розвитку швидкості, витривалості та командної взаємодії. Цей вид спорту також допомагав поліпшити фізичну підготовку для участі в гладіаторських боях або інших змаганнях, які вимагали від гравців великої фізичної сили.
- Trigon

Іншим видом спортивної гри, що включала м'яч, був trigon. Це була гра для трьох гравців, які стояли в трикутній формації і метали м'яч один одному. Гра включала в себе елементи вправності та спритності, де гравці намагалися якомога швидше передавати м'яч без втрат, уникати його падіння і забезпечити, щоб м'яч не потрапив у руки суперника. 
Правила гри: 
У trigon грали трійками, і метою було передавати м'яч між гравцями, часто з використанням хитрих рухів і технік. Іноді м'яч можна було кидати на велику відстань, що робило гру ще більш динамічною та захоплюючою. 
Популярність серед аристократії: 
Trigon була популярною серед римської аристократії, і часто гра стала частиною їхніх приватних розваг, як спосіб продемонструвати свою спритність та витривалість.
Інші ігри з м'ячем:
Окрім harpastum і trigon, існували й інші менш відомі види ігор з м'ячем, які варіювались залежно від соціального контексту, місця проведення та бажаного рівня фізичної активності. Деякі з них були менш структурованими і нагадували сучасні вуличні ігри, де м'яч використовувався для активного проведення часу. 
- Follis була грою, що використовувала надутий м'яч, і яка була дуже популярною серед римської молоді. Гра проводилася в основному на відкритих майданчиках або на дворах. М'яч був досить великим і наповненим повітрям, що робило гру подібною до сучасного волейболу або гри в м'яч, коли гравці мали на меті передавати м'яч один одному, не дозволяючи йому впасти на землю.[5]

Правила гри:
У грі брали участь кілька осіб, і завданням було не дати м'ячу впасти на землю. Водночас кожен гравець мав свій радіус дії, де він міг передавати м'яч іншому гравцеві. Ця гра була дуже популярна серед молоді, особливо під час свят чи на великі релігійні урочистості. 
- Pila була грою, в якій використовувався м'яч, що нагадував сучасний м'яч для тенісу або навіть баскетболу, тільки значно менший. Гравці били м'яч за допомогою руки або спеціальних паличок, намагаючись досягти певної мети, яка була визначена під час гри. Цей вид спорту в основному був популярним серед аристократії, хоча його могли грати і вуличні люди на випадкових зібраннях.

Правила гри: 
Гравці били м'яч, намагаючись запустити його через позначену лінію або ворота. Цей вид гри був дуже динамічним і вимагав високої фізичної активності та спритності, адже кожен гравець мав передавати м'яч так, щоб він потрапив до супротивника у певній частині майданчика, не даючи йому змогу повернути його назад.

## Спортивні ігри і військова підготовка
Ігри з м'ячем у Стародавньому Римі не обмежувалися лише розвагами чи соціальними подіями. Вони також відігравали важливу роль у військовій підготовці римських легіонерів. Одним із прикладів є harpastum, яке стало частиною тренувального процесу для солдатів, оскільки ця гра вимагала від учасників розвитку швидкості, сили, витривалості та спритності — як і в реальних бойових ситуаціях. Harpastum була не просто грою для розваги, але й чудовим засобом для фізичної підготовки римських легіонерів. Військові тренування часто включали елементи цієї гри, що допомагало розвивати необхідні навички для бою. Ігри, подібні до harpastum, вчили солдатів стратегічному мисленню, швидким реакціям і координації в умовах високої фізичної активності. 

###### Роль ігор у військовій підготовці
Спортивні ігри, зокрема harpastum, значно сприяли розвитку фізичних якостей, необхідних для солдатів. Вони покращували витривалість, що було надзвичайно важливим під час довгих марширів або битв. Участь у таких іграх вимагала від солдатів не тільки сили, а й спритності, уміння маневрувати і підтримувати концентрацію в умовах фізичного навантаження. 
Harpastum та інші командні ігри зміцнювали відчуття колективної відповідальності. Як і у військових діях, кожен учасник мав працювати на досягнення загальної мети. Це дозволяло створювати згуртовані групи, де кожен член команди відповідав за успіх інших. У контексті армії це був важливий фактор для ефективного виконання тактичних завдань під час боїв або військових операцій. 
Спортивні змагання, у тому числі ігри з м'ячем, служили як важливий інструмент для підвищення морального духу серед римських солдатів. Учасники ігор мали можливість вивести свій емоційний стан на новий рівень, отримуючи емоційне задоволення від перемог або випробувань. Це дозволяло підтримувати високий рівень мотивації та витривалості серед військових, що було критично важливим для довготривалих кампаній та важких боїв.

#### Ігри з м'ячем як стратегічне навчання
Військові командири римської армії часто застосовували спортивні ігри як частину стратегічних тренувань. Це дозволяло не тільки зміцнити фізичну підготовку, але й покращити бойові навички, такі як координація, швидкість і здатність швидко реагувати на змінювані умови. Такі тренування також розвивали в солдатів тактичне мислення, яке вони могли застосувати під час реальних бойових ситуацій. Римляни вірили, що саме ці навички були необхідними для досягнення перемог у битвах, де швидкість, сила та стратегічний підхід були критично важливими. Застосування спортивних ігор у реальних умовах За свідченнями деяких істориків, римські генерали використовували ігри на кшталт harpastum як спосіб підготовки до бойових дій. Римські солдати, тренуючись за допомогою таких ігор, вдосконалювали свої навички боротьби, які потім застосовували на полі бою. Багато тактичних елементів, таких як маневрування, захист і наступ, які застосовувалися в цих іграх, стали невід'ємною частиною римських військових стратегій. 

## Соціальна роль ігор з м'ячем у Стародавньому Римі
Ігри з м'ячем у Стародавньому Римі не мали лише фізичного значення, але й виконували важливу соціальну роль. Вони стали невід'ємною частиною релігійних і громадських свят, об'єднуючи римлян різного соціального походження і забезпечуючи можливість для взаємодії між різними класами суспільства. Спортивні заходи, зокрема ігри з м'ячем, служили не лише для розваги, але й для формування і підтримки громадських зв'язків у величезній та різноманітній імперії. 
Ігри на громадських святках: Ludi Romani та інші заходи 
Одним із найбільших і найважливіших святкових заходів, під час яких проводились спортивні змагання, були Ludi Romani — римські ігри. Вони проводилися на честь бога Юпітера і стали важливою частиною римської культури. Це були величезні публічні святкування, які тривали кілька днів і включали різноманітні змагання: від гладіаторських боїв до ігор з м'ячем. 

### Масові спортивні змагання:
Під час таких великих свят, як Ludi Romani, проводились масові спортивні змагання, де брали участь не тільки професійні спортсмени, але й звичайні громадяни. Ігри з м'ячем були популярними під час таких подій, і вони часто включали елементи командної гри та фізичних вправ, що дозволяло об'єднати різні верстви населення. Важливою особливістю цих святкових змагань було те, що вони дозволяли вищим класам продемонструвати свою фізичну витривалість і спритність, одночасно залучаючи народ до активного відпочинку. 

### Соціальна інтеграція:
Ігри з м'ячем були важливими для соціальної інтеграції, оскільки вони збирали римлян різного походження, від аристократії до простих громадян. Подібні змагання дозволяли створювати відчуття єдності та взаєморозуміння серед громадян різного соціального статусу. Для простих людей ці змагання на форумах і відкритих площах були можливістю не тільки розважитись, але й продемонструвати свою майстерність і фізичні можливості. 
Ігри з м'ячем також мали значення для аристократії, де вони часто ставали частиною публічних заходів, що демонстрували силу і спритність представників вищих класів. Аристократи не лише брали участь у змаганнях, але й часто організовували їх, використовуючи можливість продемонструвати свою фізичну підготовку та статус перед широкою аудиторією. 

### Публічні виступи та змагання:
Багато римських аристократів брали участь у спортивних заходах під час свят, таких як Ludi Romani чи інші культурні урочистості, де вони змагалися з іншими членами вищого суспільства. Це була можливість продемонструвати свою фізичну витривалість і вихованість, оскільки для римлян фізична сила і спритність мали велике значення, особливо серед еліти. 

## Символ статусу
Участь у публічних іграх і спортивних змаганнях часто була важливою для римської еліти як спосіб показати свою силу, витривалість і навіть моральні якості. Це також дозволяло їм зміцнювати своє соціальне становище і отримувати повагу від народу. Ігри з м'ячем як засіб згуртування суспільства Однією з ключових соціальних ролей ігор з м'ячем у Римі була їх здатність згуртовувати суспільство. Римські ігри служили способом для різних соціальних груп взаємодіяти в неформальній обстановці, створюючи таким чином відчуття єдності. Особливо важливими вони були під час великих свят, коли вся громада могла взяти участь у змаганнях або спостерігати за ними. Ігри з м'ячем, як і інші спортивні заходи, допомагали знімати соціальні бар'єри і стимулювати почуття єдності серед римлян, навіть якщо вони належали до різних соціальних класів. 
Ігри з м'ячем у Стародавньому Римі були важливим інструментом не лише для фізичного розвитку, але й для соціальної інтеграції та згуртування різних верств населення. Вони стали невід'ємною частиною релігійних свят і громадських подій, де могли брати участь усі, від аристократії до простих громадян. Ці змагання служили як засіб для демонстрації фізичної сили та витривалості, а також зміцнювали зв'язки між людьми, сприяючи створенню колективної ідентичності серед римського суспільства. 